# The Lumberjack Song
The Lumberjack Song (Het Houthakkerslied) is een sketch en lied van de Britse satirische groep Monty Python, afkomstig uit de negende aflevering van de serie Monty Python's Flying Circus. Het wordt meestal voorafgegaan door de "Barbershop sketch", die tegenwoordig als één geheel met "The Lumberjack Song" wordt gezien.

## Inhoud
Michael Palin speelt een kapper die al veel klanten heeft vermoord omdat hij een fobie heeft voor haar. Wanneer een klant hem betrapt biecht Palin zijn geheim op en zegt dat hij gedwongen werd om het beroep uit te oefenen. Hij verklaart vervolgens dat hij nooit een kapper wou zijn, maar een houthakker in Canada. Terwijl hij zijn kapperswinkel verlaat wandelt hij een bosrijk decor binnen, waar een adorerende blonde vrouw aan zijn zijde verschijnt en hij zijn passie voor houthakken muzikaal verwoordt. Ook duikt er een gans regiment Canadese bergpolitie op dat alles wat de kapper zingt nazingt.
In het eerste couplet zingt de kapper waarom hij zo graag een houthakker zou zijn. In het volgende couplet maakt hij duidelijk dat hij graag luncht, naar de wc en uit winkelen gaat en scones eet bij zijn thee. Tijdens het derde couplet blijkt de kapper behalve zijn passie voor houthakken ook een voorliefde voor travestie te hebben. Zo zingt hij onder meer dat hij graag bomen omhakt, bloemen droogt, vrouwenkleren aantrekt en in cafés rondhangt. Terwijl de Canadese mounties dit nazingen ontstaat er enige verwarring in hun groep, maar ze zetten alsnog door. In het laatste couplet bekent de houthakker dat hij graag op hoge hakken loopt, graag jarretels en bh's draagt en zich als vrouw uitdost, just like my dear papa. De Canadese mounties zingt de eerst paar zinnen nog na, maar lopen vervolgens in afkeer weg, terwijl ze houthakker uitjouwen. Ook de blonde vrouw is volslagen gechoqueerd en druipt huilend af. In de tv-serie verschijnt er meteen erna nog een protestbrief van iemand die de sketch inaccuraat noemt en beweert dat sommige van zijn beste vrienden houthakkers zijn "en slechts enkelen travestieten zijn." Vervolgens signeert hij met de aanhef "Mrs." ("mevrouw") en voegt er in een postscriptum aan toe dat hij "nooit de editeur van The Radio Times gekust heeft."

## Populariteit
"The Lumberjack Song" verscheen op diverse cd's rond Monty Python en werd door de leden ook regelmatig tijdens optredens opgevoerd. Soms sloeg men hierbij de ganse "Barbershop sketch" over en liet gewoon lukraak een personage uit een andere sketch ineens beweren dat hij graag "houthakker geweest" was, waarop "The Lumberjack Song" meteen uitbarstte.